# Rockanje
Rockanje (51° 52′ N, 4° 04′ L) é uma cidade dos Países Baixos, na província de Holanda do Sul. Rockanje pertence ao município de Westvoorne, e está situada a 7 km, a noroeste de Hellevoetsluis.
Em 2001, a cidade de Rockanje tinha 4805 habitantes. A área urbana da cidade é de 1.2 km², e tem 2004 residências.
A área de Rockanje, que também inclui as partes periféricas da cidade, bem como a zona rural circundante, tem uma população estimada em 5710 habitantes.